# Exarsia
Exarsia é um gênero de traça pertencente à família Agonoxenidae.